# الرعایه لحقوق الله و القیام بها
کتاب الرعایه لحقوق الله و القیام بها از معروف‌ترین آثار ابو عبدالله الحارث بن اسد المحاسبی العنزی است. این کتاب به چند بخش تقسیم می‌شود و هر بخش خود با عنوان کتاب معرفی می‌گردد. این بخش‌ها عبارت اند از: کتاب الریا، کتاب الاخوان و معرفه النفس، کتاب التنبیه، کتاب العجب، کتاب الکبر، کتاب الغره، کتاب الحسد، کتاب تأدیب المرید و سیرته و تحذیره. محاسبی در این کتاب پیش از آنکه به شرح کتاب الریا بپردازد، درابره مباحثی چون تقوی، حذر، ورع، توبه و توکل به تفصیل سخن می‌گوید. وی به تفصیل موضوع ریا را بررسی می‌کند و ویژگی‌ها و انواع و دواعی آن را برمی‌شمارد و راه‌های درمانش را معرفی می‌کند. او آفات بیماری‌های روحی عجب، حسد، غره و کبر را از نتایج ریا برمی‌شمارد.